# Berezan
Berezan (în ucraineană Березань) este oraș regional în regiunea Kiev, Ucraina. 

## Demografie
Componența lingvistică a orașului Berezan
     Ucraineană (92,12%)
     Rusă (7,45%)
     Alte limbi (0,23%)
Conform recensământului din 2001, majoritatea populației orașului Berezan era vorbitoare de ucraineană (92,12%), existând în minoritate și vorbitori de rusă (7,45%).

## Istoric
Uniunea statală polono-lituaniană 1616–1667

 Țaratul Rusiei 1667–1721

 Imperiul Rus 1721–1917

 RSS Ucraineană 1920–1922

 Uniunea Sovietică 1922–1941

 Imperiul German (ocupația) 1941–1943

 Uniunea Sovietică 1943–1991

 Ucraina 1991–prezent 

## Galerie de imagini

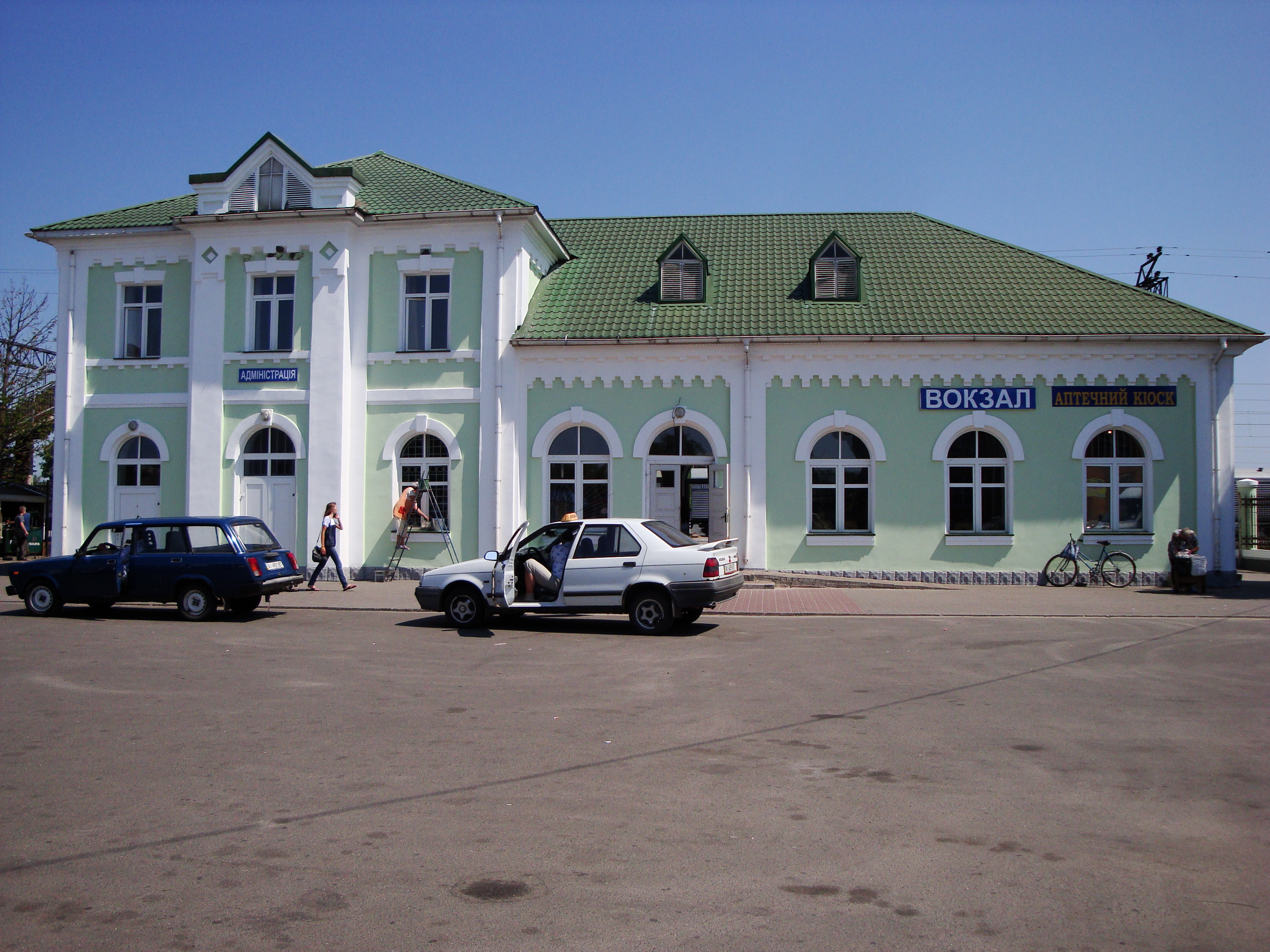
Gară
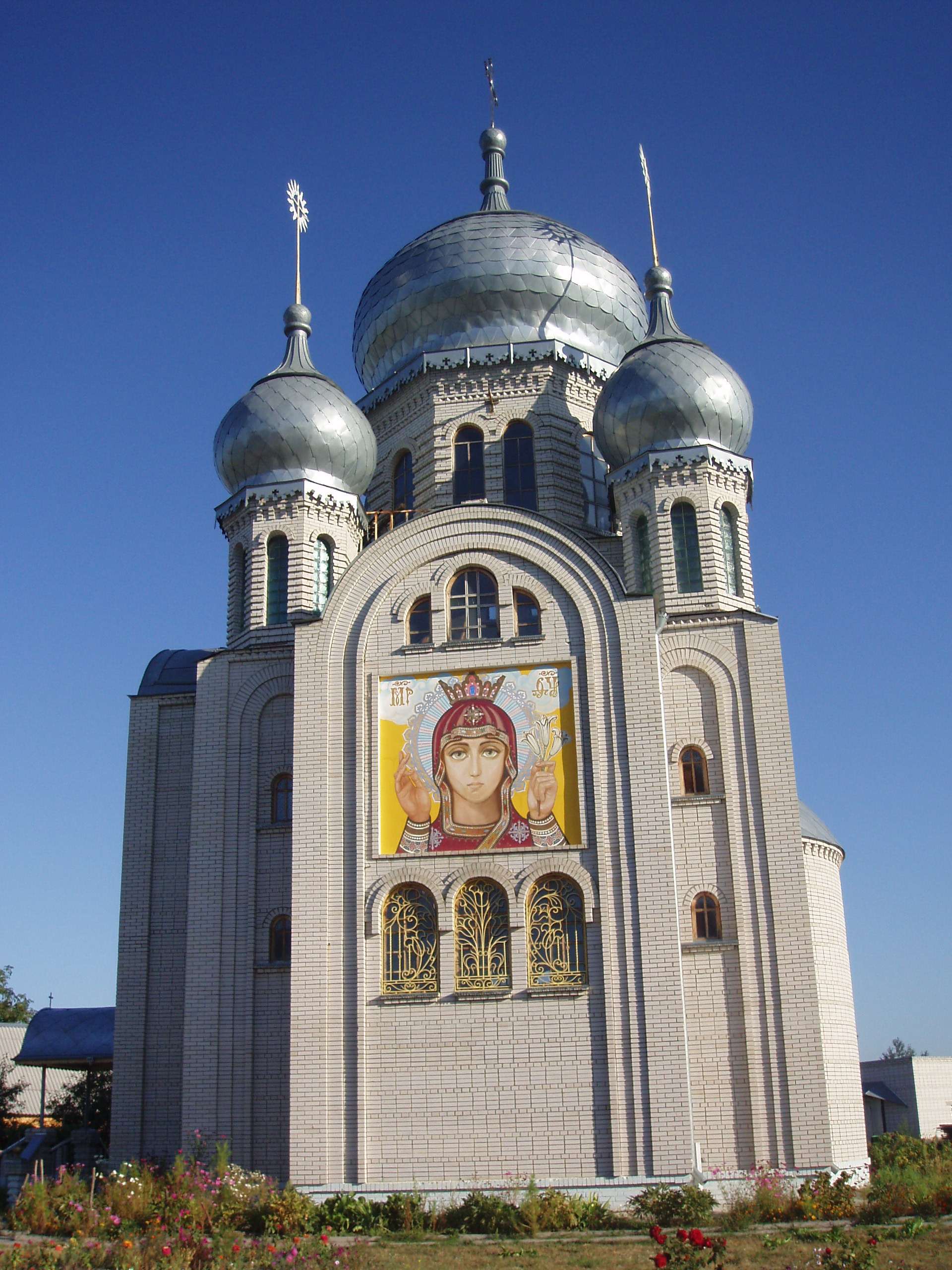
Biserica Ortodoxă
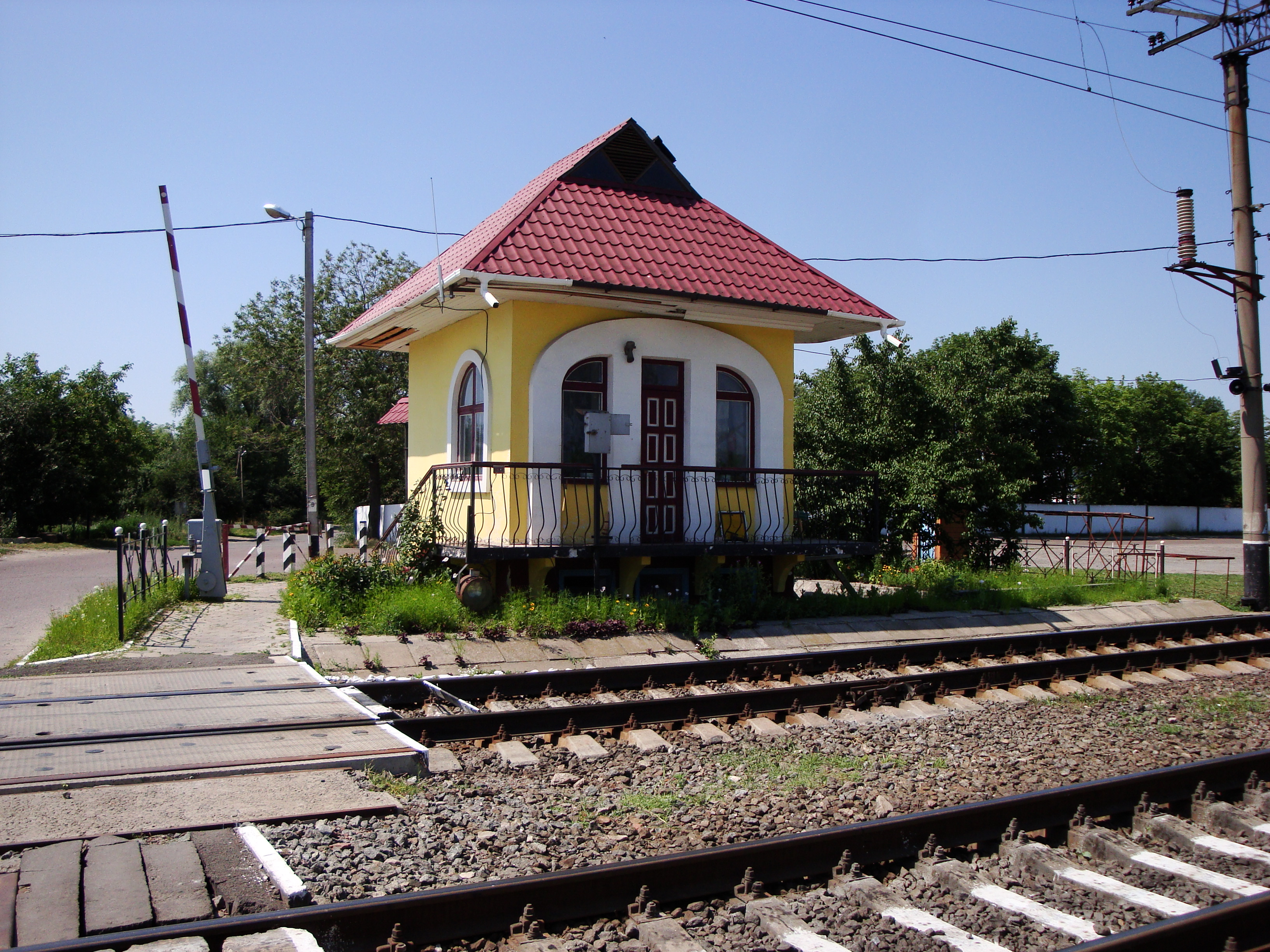
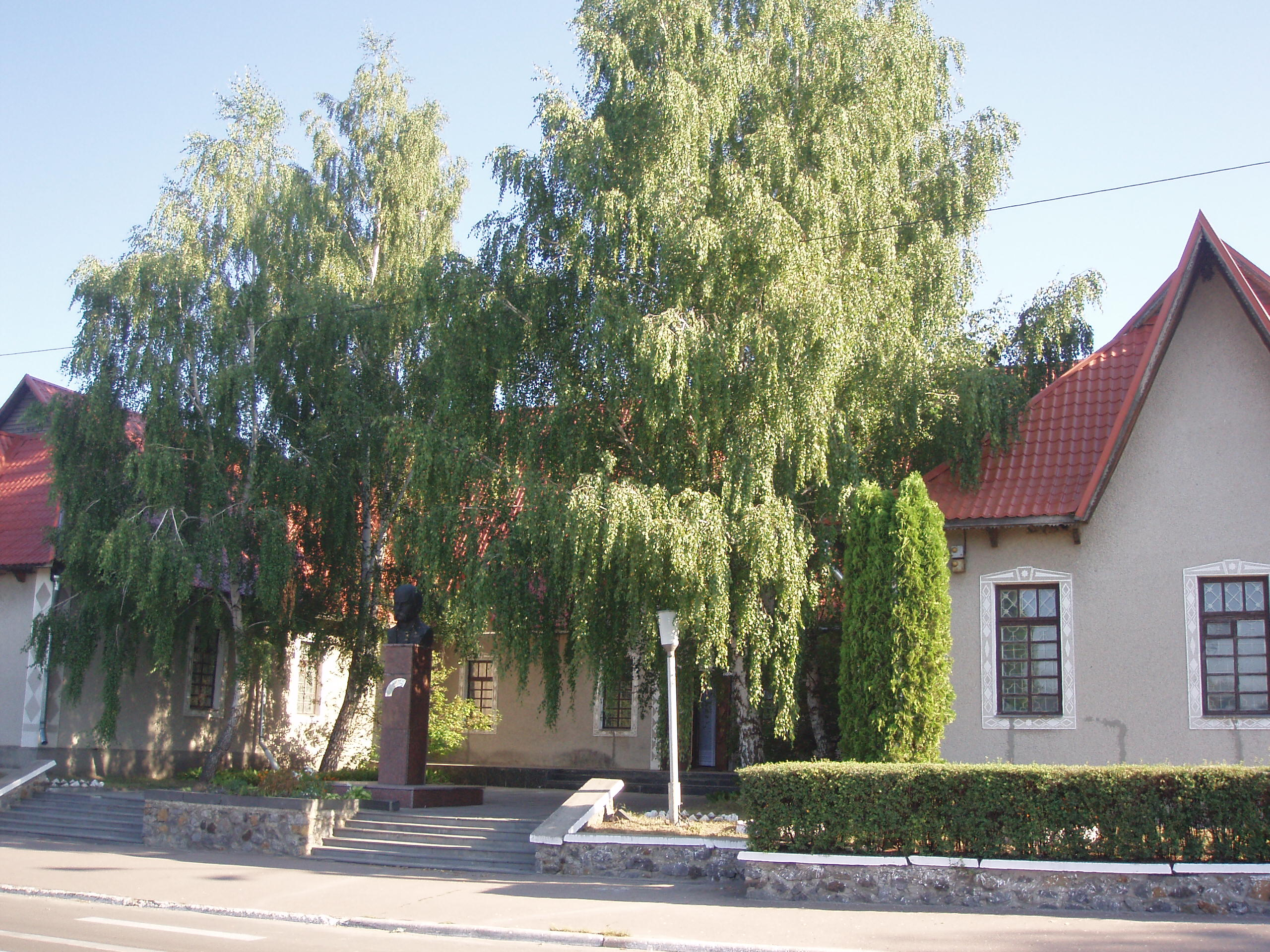
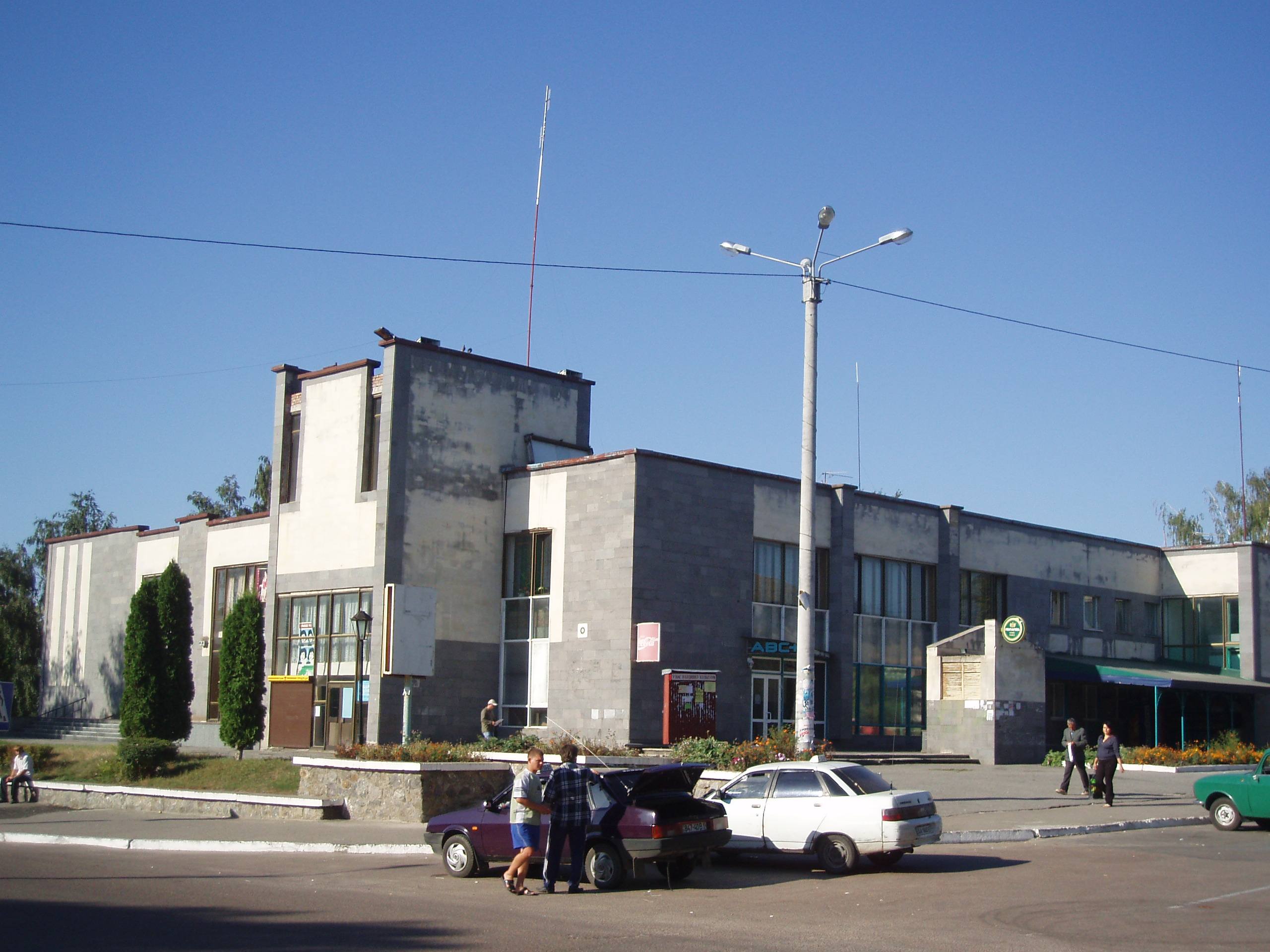